# Die Mitte Graubünden
Die Mitte Graubünden (italienisch il Centro Grigioni, rätoromanisch il Center Grischun) ist eine politische Partei im Kanton Graubünden und Kantonalsektion der Schweizer Partei Die Mitte.
Sie entstand am 7. Juni 2021 durch die Fusion der Bürgerlich-Demokratischen Partei (BDP) Graubünden (italienisch Partito borghese democratico dei Grigioni, rätoromanisch Partida burgais democratica dal Grischun (PBD)) mit der CVP Graubünden. Von 1971 bis Juni 2008 bildete die Schweizerische Volkspartei Graubünden eine Sektion der Schweizerischen Volkspartei (SVP). Am 16. Juni 2008 beschlossen ihre Delegierten die Umbenennung der Partei in BPS Graubünden. Ab Anfang Juli 2008 verwendete die Partei den Namen BDP Graubünden und war ab Gründung der Bürgerlich-Demokratischen Partei Schweiz eine von deren Sektionen.

## Geschichte

### 1919–1971: Demokratische Partei
Nachdem die Demokraten seit den 1860er Jahren in der Ostschweiz verschiedene Kantonalparteien gegründet hatten, entstand in Graubünden eine ähnliche Gruppierung im Kontext der erstmals im Proporzwahlverfahren durchgeführten Nationalratswahlen von 1919. Eine Gruppe «Jungfreisinniger», d. h. reformorientierter Mitglieder der Freisinnig-Demokratischen Partei (FDP) trat mit einer eigenen Liste zu dieser Wahl an. In der Folge spalteten sich die Jungfreisinnigen ab und gründeten die Demokratische Partei Bündens. Presseorgan wurde die Neue Bündner Zeitung. 1920 wurde mit Christian Michel erstmals ein Demokrat in den Bündner Regierungsrat gewählt, und 1925 errang Andreas Gadient einen ersten Nationalratssitz.
In den 1930er und 40er Jahren spielten die Demokraten eine wichtige Rolle in der Bündner Politik. 1935 erfolgte mit Albert Lardelli die erstmalige Wahl eines Bündner Demokraten in den Ständerat. 1937 wurden die Demokraten mit 34 Vertretern stärkste Partei im Grossen Rat. Versuche in den 1930er-Jahren, die Demokratische Partei mit dem Freisinn zu einer "Evangelischen Partei" zu vereinen, scheiterten.
1971 schlossen sich die Bündner Demokraten mit den Glarner Demokraten und der in den Kantonen Aargau, Basel-Land, Bern, Freiburg, Schaffhausen, Tessin, Thurgau, Waadt und Zürich präsenten Bauern-, Gewerbe- und Bürgerpartei (BGB) zur Schweizerischen Volkspartei (SVP) zusammen.
Nationalräte der Demokratischen Partei Graubünden
| Zeitraum  | Anzahl | Vertreter                                       |
| --------- | ------ | ----------------------------------------------- |
| 1925–1935 | 1      | Andreas Gadient                                 |
| 1935–1939 | 2      | Andreas Gadient Ruben Lanicca                   |
| 1939–1947 | 3      | Andreas Gadient Ruben Lanicca Rudolf Planta (*) |
| 1947–1959 | 2      | Andreas Gadient Georg Sprecher                  |
| 1959–1966 | 2      | Georg Brosi Christian Bühler                    |
| 1966–1971 | 2      | Georg Brosi Leon Schlumpf                       |

(*) März 1942 zurückgetreten, durch Georg Sprecher abgelöst

Ständeräte der Demokratischen Partei Graubünden
| Von – bis | Anzahl | Vertreter        |
| --------- | ------ | ---------------- |
| 1935–1956 | 1      | Albert Lardelli  |
| 1956–1971 | 1      | Arno Theus ( * ) |

( * ) 1970/71 Ratspräsident

### 1971–2008: Sektion der SVP Schweiz
Von 1971 bis 2008 bildete die Partei eine kantonale Sektion der SVP Schweiz. In dieser Zeit wurde zweimal ein Mitglied der SVP Graubünden in den Bundesrat gewählt:
- Leon Schlumpf, Bundesrat 1980–1987, und
- Eveline Widmer-Schlumpf, die Tochter von Leon Schlumpf, Bundesrätin von 2008 bis 2015

### 2008: Ausschluss aus der SVP Schweiz
Bei den Gesamterneuerungswahlen der Schweizer Landesregierung am 12. Dezember 2007 wurde der bisherige SVP-Bundesrat Christoph Blocher nicht bestätigt und durch Eveline Widmer-Schlumpf (SVP/GR; heute BDP) ersetzt. Die Möglichkeit einer Nichtwiederwahl Blochers war im Wahlkampf bereits eingehend erörtert worden. Die SVP bezichtigte die Mitte- und Linksparteien eines heimlichen Komplotts zur Erreichung dieses Ziels und kündigte für den Fall eines solchen Wahlausgangs an, in die „Opposition“ zu gehen; nehme ein nicht nominiertes Parteimitglied eine Wahl an, so werde es nicht Mitglied der SVP-Fraktion sein. In der Folge wurde Widmer-Schlumpf von den Sitzungen der SVP-Fraktion ausgeschlossen, und ein Vierteljahr später wurde ein gänzlicher Ausschluss aus der Partei beschlossen. Da eine Einzelperson gemäss Statuten aber nur durch die kantonale Sektion ausgeschlossen werden kann, forderte der Zentralvorstand der SVP Schweiz die Bündnerin am 4. April 2008 zum umgehenden Rücktritt aus Bundesrat und Partei auf. Sollte sie sich weigern, müsse die Kantonalpartei SVP Graubünden sie aus ihren Reihen verstossen. Für den Fall, dass die Kantonalpartei sich ebenfalls den Anweisungen aus Bern widersetzen sollte, wurde der gesamten SVP Graubünden der Ausschluss aus der landesweiten Mutterpartei angedroht. Da keine dieser Forderungen erfüllt wurde, leitete der Zentralvorstand am 17. Mai ein Ausschlussverfahren gegen die SVP Graubünden ein und fällte am 1. Juni 2008 den formellen Ausschlussbeschluss, womit nach den Parteistatuten eine 30-tägige Rekursfrist zu laufen begann.

### 2008–2021: BDP Graubünden
Hinter den Kulissen sondierten die Bündner nach Möglichkeiten eines gemeinsamen Vorgehens mit Dissidenten aus anderen Kantonen, wobei sich die Idee einer neuen gesamtschweizerischen, gemässigt konservativen bürgerlichen Partei konkretisierte. Am 16. Juni 2008 beschloss eine Delegiertenversammlung der SVP Graubünden in Landquart, die Zugehörigkeit zur SVP Schweiz aus den Parteistatuten zu streichen, den Parteinamen in Bürgerliche Partei Schweiz (BPS) Graubünden zu ändern und auf einen Rekurs gegen den Ausschlussentscheid zu verzichten. Ständerat Christoffel Brändli kritisierte, das Team um Interimspräsident Bleiker habe seine Anstrengungen einseitig auf die Gründung einer neuen Partei ausgerichtet und den Ausschluss aus der SVP Schweiz zu wenig konsequent zu verhindern versucht. Brändli kündigte zunächst an, künftig als Parteiloser zu politisieren. Anfang August 2008 beschloss er, sich doch der wieder gegründeten SVP Graubünden anzuschliessen.
Am 19. Juni 2008 wurde in St. Moritz eine neue, der Linie der nationalen SVP verpflichtete Partei mit dem Namen SVP Graubünden gegründet. Einige Orts- und Kreisparteien der BDP (der "alten" SVP) traten zu dieser Gruppierung über.
Anfang Juli 2008 wechselte die Partei den Namen von BPS zu BDP analog der BDP Bern und um mögliche rechtliche Auseinandersetzungen mit der Kleinstgruppierung Bürger-Partei Schweiz zu vermeiden.
Nach den Wahlen vom 3. Juni 2010 stellte die BDP zwei Regierungsräte und 25 (von 120 im Majorzverfahren gewählten) Grossräte. Bei den darauffolgenden Wahlen 2014 konnte die BDP ihre beiden Regierungsratssitze verteidigen, und im Grossen Rat um drei Sitze auf 28 Sitze zulegen (wobei aufgrund des Majorzverfahrens wiederum kein Wähleranteil angegeben werden kann). Bei den Wahlen 2018 verlor die BDP dagegen einen Regierungs- und fünf Grossratssitze; sie verfügte somit zuletzt über 23 Grossratsmitglieder. Auf Bundesebene stellte die BDP Graubünden ab den Schweizer Parlamentswahlen 2011 mit Hansjörg Hassler einen Nationalrat (20,5 %). Diesen Sitz konnte sie 2015 trotz massiver Wähleranteilsverluste (−6,0 % auf neu 14,5 %) halten, gewählt wurde Duri Campell. Demgegenüber reichte es der Bündner BDP 2019 aufgrund erneuter starker Verluste (−5,4 % auf einen Wähleranteil von 9,1 %) nicht mehr für eine Vertretung im nationalen Parlament.

### 2021: Fusion mit der CVP
Als BDP und CVP auf schweizerischer Ebene fusionierten, trat der Vorstand der BDP-Sektion Chur aus Protest geschlossen zurück, nachdem die Auflösung der Kreispartei an der Parteiversammlung vom 2. Dezember 2020 gescheitert war. Ob die beiden Parteien auch in Graubünden, wo beide Parteien sehr stark waren und auf eine lange (aber sehr unterschiedliche) Geschichte zurückblickten, die nationale Fusion auf kantonaler Ebene nachvollziehen werden, war ursprünglich noch unklar. Im April 2021 sprachen sich die Mitglieder der kantonalen BDP und CVP bei internen Konsultationen jedoch mit deutlicher Mehrheit für ein Zusammengehen aus. Infolgedessen fällten die beiden Delegiertenversammlungen in zwei parallelen Versammlungen am 7. Juni 2021 in Landquart den förmlichen Fusionsbeschluss und traten anschliessend zur ersten Delegiertenversammlung von «die Mitte Graubünden» zusammen.

## Programm
Als wichtigste Programmschwerpunkte nannte der designierte Parteipräsident der BDP Graubünden Marcus Hasler an der Delegiertenversammlung vom 16. Juni 2008:
- Existenzsicherung in den Randregionen
- weitgehend unabhängige Energieversorgung
- öffentliche Sicherheit
- nachhaltige Finanzpolitik
- nachhaltige Umweltpolitik

## Mandatsträger
Stand 2025 waren folgende Parteimitglieder der Mitte Graubünden Mantdatsträger:
Nationalrat:
- Martin Candinas[22]

Regierungsrat des Kantons Graubünden:
- Marcus Caduff
- Carmelia Maissen
- Jon Domenic Parolini

Grosser Rat des Kantons Graubünden:
- 34 Abgeordnete (von 120)[23]